# Sørvágur
Sørvágur est un village sur la côte ouest de l'île de Vágar dans les îles Féroé. Sørvágur est le plus grand village de la commune de Sørvágs.